# چمن‌زمین (هریس)
چمن‌زمین یکی از روستاهای استان آذربایجان شرقی است که در دهستان مواضع‌خان شمالی بخش خواجه شهرستان هریس واقع شده‌است.
عسل ,گردو ,سیب  از محصولات مهم چمن زمین 
می باشد.